# Oko (Sprache)
Oko, auch bekannt als Ogori-Magongo und Oko-Eni-Osayen, ist eine der Sprachen Nigerias.
Es ist ein Dialektcluster, welches im Bundesstaat Kogi in Nigeria gesprochen wird. Sprachwissenschaftlich bildet die Sprache einen Zweig der "Nupe-Oko-Idoma" (noi)-Gruppe der Niger-Kongo-Sprachen.
Oko zählt zu den bedrohten Sprachen Westafrikas, da sie nur noch 10.000 Sprecher hat und die Sprache nach und nach durch das Englische, die neue Amtssprache Nigerias seit 1960, verdrängt wird.